# Royler Gracie
Royler Gracie (Rio de Janeiro, 1965. december 6. –) amerikai-brazil MMA-harcos. A brazil dzsúdzsucut tulajdonképpen kitaláló Gracie család második generációjának tagja. Rendelkezik hetedrangú fekete és piros övvel a sportágban.